# Código de ética
Código de ética pode ser definido como um documento de texto com diversas diretrizes que orientam as pessoas quanto às suas posturas e atitudes ideais, moralmente aceitas ou toleradas pela sociedade com um todo, enquadrando os participantes a uma conduta politicamente correta e em linha com a boa imagem que a entidade ou a profissão quer ocupar, inclusive incentivando à voluntariedade e à humanização destas pessoas e que, em vista da criação de algumas atividades profissionais, é redigido, analisado e aprovado pela sua entidade de classe, organização ou governo competente, de acordo com as atribuições da atividade desempenhada, de forma que ela venha a se adequar aos interesses, lutas ou anseios da comunidade beneficiada pelos serviços que serão oferecidos pelo profissional sobre o qual o código tem efeito.
Como tal, um código de ética fixa normas que regulam os comportamentos das pessoas dentro de uma empresa ou organização. Apesar de a ética não ser coativa (não implica penas legais), o código de ética supõe uma normativa interna de cumprimento obrigatório.
As normas mencionadas nos códigos de ética podem estar vinculadas às normas legais (por exemplo, discriminar é um crime punido por lei). O principal objetivo destes códigos consiste em manter uma linha de comportamento uniforme entre todos os integrantes de uma empresa.